# Julia Augusta
Julia (of: Iulia) Augusta was de naam van Livia Drusilla, nadat haar overleden echtgenoot Keizer Augustus haar bij testament:
- de eretitel (agnomen) Augusta had verleend;
- had geadopteerd in de Gens Julia

Naderhand wordt naar haar soms ook gewoon met de naam "Augusta" verwezen: zij werd "de" Augusta bij uitstek. Het agnomen Augusta werd daarna door echtgenotes van levende keizers begeerd, aangezien deze vele connotaties had, waaronder quasi-vergoddelijking, zie: Augusta (agnomen).